# NGC 5179
NGC 5179 ist eine Linsenförmige Galaxie mit aktivem Galaxienkern vom Hubble-Typ S0 im Sternbild Jungfrau auf der Ekliptik. Sie ist schätzungsweise 322 Millionen Lichtjahre von der Milchstraße entfernt und hat einen Durchmesser von etwa 70.000 Lichtjahren. 

Gemeinsam mit NGC 5171, NGC 5176, NGC 5177 und NGC 5178 bildet sie eine kleine Galaxiengruppe. 
Das Objekt wurde am 5. Mai 1883 von Sherburne Wesley Burnham mit einem 18,5-Zoll-Refraktor entdeckt.